# Carl Lindbom
Carl Lindbom (ur. 10 listopada 1991 w Espoo) – fiński koszykarz występujący na pozycjach niskiego oraz silnego skrzydłowego, reprezentant kraju, obecnie zawodnik Úrvalsdeild karla.
2 października 2018 podpisał umowę z Rosą Radom.
23 października 2020 został zawodnikiem Arged BM Slam Stali Ostrów Wielkopolski. 4 lutego 2021 opuścił klub. 7 października 2021 dołączył do Trefla Sopot. 6 grudnia 2021 został zwolniony. 14 stycznia 2022 dołączył do islandzkiego klubu Úrvalsdeild karla.

## Osiągnięcia
Stan na 26 lutego 2022, na podstawie, o ile nie zaznaczono inaczej.
Drużynowe
- Brąz mistrzostw Finlandii (2012, 2014, 2017)
- Zdobywca Pucharu Finlandii (2009, 2013)
- Uczestnik rozgrywek:
  - EuroChallenge (2010/2011, 2012/2013)
  - Ligi Mistrzów (2017/2018)

Reprezentacja
- Uczestnik:
  - Eurobasketu:
    - 2015 – 16. miejsce, 2017 – 11. miejsce
    - U–20 dywizji B (2010, 2011)
    - U–18 dywizji B (2008, 2009)

  - uniwersjady (2011 – 7. miejsce, 2013 – 10. miejsce, 2015 – 14. miejsce)